# Аріель Лассітер
Аріель Лассітер (ісп. Ariel Lassiter; нар. 27 вересня 1994, Турріальба) — американський та костариканський футболіст, нападник клубу «Чикаго Файр» та національної збірної Коста-Рики.
Виступав також за клуб «Лос-Анджелес Гелаксі».

## Клубна кар'єра
Народився 27 вересня 1994 року в місті Турріальба.
У дорослому футболі дебютував 2014 року виступами за команду ГАІС, в якій того року взяв участь у 12 матчах чемпіонату.
Протягом 2015—2018 років захищав кольори клубу «Ел-Ей Гелексі II».
Своєю грою за останню команду привернув увагу представників тренерського штабу клубу «Лос-Анджелес Гелаксі», до складу якого приєднався 2015 року. Відіграв за команду з Лос-Анджелеса наступні три сезони своєї ігрової кар'єри.
Згодом з 2019 по 2024 рік грав у складі команд «Алахуеленсе», «Х'юстон Динамо», «Інтер» (Маямі) та «Монреаль Імпакт».
До складу клубу «Чикаго Файр» приєднався 2024 року. Станом на 21 жовтня 2024 року відіграв за команду з Чикаго 7 матчів в національному чемпіонаті.

## Виступи за збірні
У 2015 році залучався до складу молодіжної збірної США. На молодіжному рівні зіграв у 7 офіційних матчах, забив 2 голи.
У 2019 році дебютував в офіційних матчах у складі національної збірної Коста-Рики.
У складі збірної був учасником розіграшу Кубка Америки 2024 року у США.